# Chlorophorus adelii
Chlorophorus adelii är en skalbaggsart som beskrevs av Holzschuh 1974. Chlorophorus adelii ingår i släktet Chlorophorus och familjen långhorningar.
Artens utbredningsområde är Iran. Inga underarter finns listade i Catalogue of Life.